# Кравченко Наталія Юріївна
Наталія Юріївна Кравченко  (нар. 17 жовтня 1973, Ленінград, нині Санкт-Петербург, Росія) – українська піаністка, Заслужена артистка України (2006). Лауреатка міжнародних і національних конкурсів і фестивалей.

## Життєпис
У 1992 закінчила Музичне училище ім. Р. Глієра, викладач В. Калашник, у 1997 — Національну музичну академію України, клас І. Рябова та у 2005 — аспірантуру при ній (2005). 
Від 1999 є художнім керівником камерного ансамблю «Равісан» (скрипка, віолончель, фортепіано) при Національному Будинку органної та камерної музики України (Київ). 
У 2004-2009 роках започаткувала низку музичних проєктів: «Різдвяне сузір’я зірок», «Присвята видатному композитору».
2007 року з Національним симфонічним оркестром України виступала в ОАЕ.
Артистка Національного будинку музики.

## Відзнаки
- Заслужена артистка України (2006)
- Лауреатка Міжнародного конкурсу піаністів (Афіни, 1996, 1-а премія),
- Лауреатка Міжнародного фестивалю ім. М. Лисенка (Київ, 1992, 3-я премія).